# Сергеевка (Приазовский район)
Сергеевка (укр. Сергіївка) — село,
Новоспасский сельский совет,
Приазовский район,
Запорожская область,
Украина.
Село ликвидировано в 1994 году .

## Географическое положение
Село Сергеевка находилось на расстоянии в 4 км от села Анно-Опанлинка.

## История
- 1994 — село ликвидировано [1].